# Styracaceae
Styracaceae, las estiracáceas, son una familia de plantas perteneciente al orden Ericales. Tiene 11-12 géneros y entre 150-170 especies de árboles y arbustos. Se desarrollan en regiones templadas y subtropicales del hemisferio norte.

## Descripción
Son árboles o arbustos, frecuentemente con tricomas estrellados, a veces con escamas lepidotas; plantas hermafroditas o poligamodioicas (Bruinsmia). Hojas alternas, simples, enteras, serradas o denticuladas, pecioladas, estipuladas. Inflorescencias en racimos, panículas o cimas, axilares o terminales, flores actinomorfas; cáliz tubular, truncado o 4–5-lobado; corola 4–5-lobada, raramente de pétalos libres, valvada o imbricada; estambres generalmente el doble o raramente igual en número a los lobos de la corola, los filamentos connados en la base, el tubo adnado a la corola, anteras ditecas, dehiscencia longitudinal; ovario súpero a ínfero, 3–5-carpelar, 3–5-locular; óvulos 1–numerosos en cada lóculo, anátropos, erectos o péndulos, estilo delgado, estigma capitado o 3–5-lobado. Fruto drupáceo o capsular, cáliz persistente; semillas 1–numerosas, con testa delgada, endosperma copioso, embrión recto o ligeramente encorvado.
La mayoría son arbustos grandes o pequeños árboles 3-15 metros de altura, pero el Halesia carolina llega a los 39 metros.
Varios géneros incluyen árboles ornamentales valorados por sus bellas flores blancas decorativas. La resina del Styrax se usa en medicina y como incienso perfumado benjuí.

## Géneros
- Alniphyllum
- Bruinsmia
- Halesia
- Huodendron
- Melliodendron
- Pamphilia
- Parastyrax
- Pterostyrax
- Rehderodendron
- Sinojackia
- Styrax